# Brier Island
Brier Island ist eine Insel am südöstlichen Eingang zur Bay of Fundy. Die Insel gehört zur kanadischen Provinz Nova Scotia und liegt dort im Digby County. Innerhalb von Digby County gehört die Insel verwaltungstechnisch zur Municipality of the District of Digby.
Hauptort der Insel ist Westport.

## Geographie und Geologie

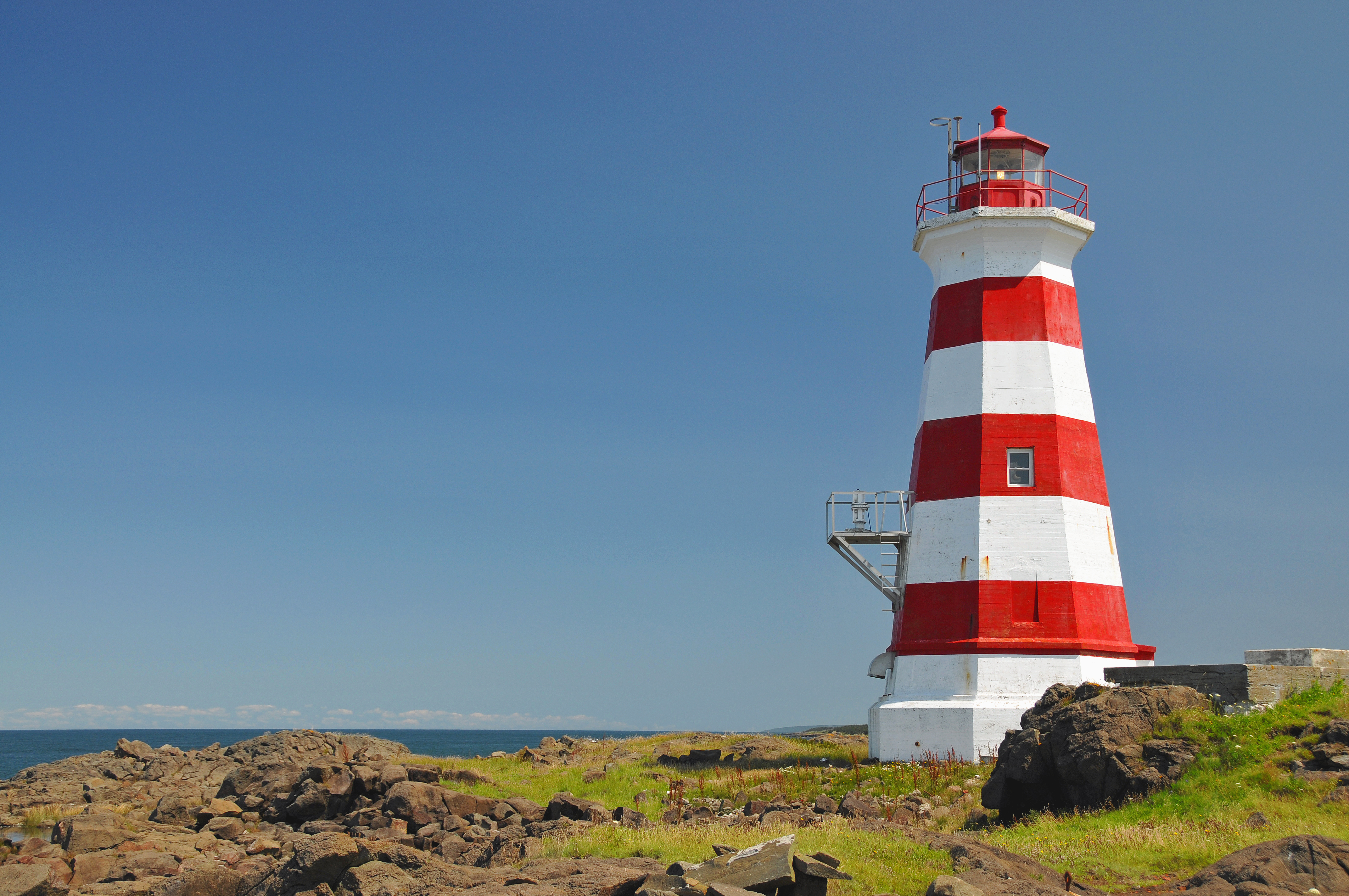
Brier Island Leuchtturm

Die Insel ist der westlichste Teil von Nova Scotia und das südliche Ende der North Mountain. Die Insel Long Island liegt unmittelbar nordöstlich. Zusammen bilden beide Inseln einen Teil des Digby Neck’s. Brier Island ist etwa 7,5 km lang und 2,5 km breit. Von der östlich gelegenen Nova-Scotia-Halbinsel trennt die Insel die St. Mary’s Bay.
Die Küstenlinie von Brier Island hat eine Länge von rund 25 km. Brier Island ist von Long Island durch die Grand Passage getrennt. Westport ist das einzige Dorf auf der Insel. Die Einwohnerzahl betrug im Jahr 2021 193 in 94 Privatwohnungen.
Die Insel besteht aus Basalt der Trias und ist Teil der North Mountain, die sich von Brier Island im Südwesten rund 200 km bis nach Cape Split im Nordosten erstrecken. Die abgelagerten Basalte gehören der North Mountain Formation (Fundy Gruppe) an und unterteilen sich in die Brier Island Einheit an der Nordküste der Insel, der Margaretsville Einheit im mittleren Teil der Insel östlich der Brier Island Einheit und in die East Ferry Einheit an der Küste im Südwesten der Insel.
Der Ostküste direkt vorgelagert ist die kleine Felsinsel Peters Island, auf welcher sich der unbemannte Leuchtturm Peter Island Lighthouse befindet.

## Wirtschaft
Die lokale Wirtschaft ist geprägt von der ganzjährigen kommerziellen Fischerei und der saisonalen Tourismusindustrie, die sich hauptsächlich auf Walbeobachtungstouren konzentriert.
Auf der Insel befindet sich ein Gemischtwarenladen mit Zapfsäule, Souvenirladen und Café sowie auf der östlichen Seite ein Hotel mit Restaurant. Außerdem gibt es mehrere Pensionen, einen Buch- und Souvenirläden. Es besteht eine Fährverbindung von Freeport (Long Island) nach Westport (Brier Island).
Die kanadische Küstenwache betreibt in der Gemeinde die Canadian Coast Guard Station (CCGS) Westport. Das SAR-Rettungsboot CCGC Westport ist rund um die Uhr für Such- und Rettungseinsätze im östlichen Golf von Maine und in der südlichen und östlichen Bay of Fundy zuständig.

## Berühmte Einwohner
Der Seemann und Reiseschriftsteller Joshua Slocum wuchs auf Brier Island auf. Er war der erste Mensch, der allein die Welt in einem Einhandsegler umsegelte. Ein Denkmal für Slocum und das Schuhgeschäft, in dem er als Junge arbeitete, sind in Westport zu sehen.